# Scopula nigricosta
Scopula nigricosta là một loài bướm đêm trong họ Geometridae.